# Victor Ben Meen
Victor Ben Meen, né le 1er juillet 1910 et mort le 7 janvier 1971, est un géologue canadien.
Il est connu pour avoir démontré que le cratère des Pingualuit était dû à un impact météorique.